# Ксироливадо
Ксироливадо (грч. Ξηρολίβαδο) је насељено место у општини Бер у периферији Средишња Македонија, Грчка. Према попису из 2021. године било је 26 становника.
Према бугарском географу и историчару, Василу Канчову, у Ксироливаду је 1900. године живело 850 Аромуна. Село је више пута рушено и паљено до насељавања 1840. године око 100 породица из аромунских села околине Гребена.